# Halowe Mistrzostwa Świata w Lekkoatletyce 1989 – bieg na 1500 m kobiet

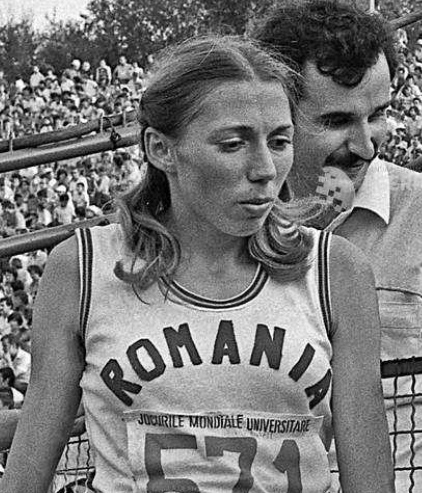
Doina Melinte

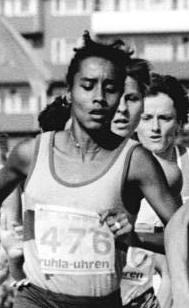
Yvonne Mai

Bieg na 1500 metrów kobiet – jedna z konkurencji biegowych rozgrywanych podczas halowych mistrzostw świata w  hali Sport Csárnok w Budapeszcie. Rozegrano od razu bieg finałowy 4 marca 1989. Zwyciężyła reprezentantka Rumunii Doina Melinte, która tym samym obroniła tytuł zdobyty dwa lata wcześniej w Indianapolis. Ustanowiła rekord mistrzostw z czasem 4:04,79.

## Rezultaty

### Finał
Opracowano na podstawie materiału źródłowego.
| Miejsce | Zawodniczka         | Czas    | Uwagi |
| ------- | ------------------- | ------- | ----- |
| 1       | Doina Melinte       | 4:04,79 | [ 1 ] |
| 2       | Swietłana Kitowa    | 4:05,71 | [ 1 ] |
| 3       | Yvonne Mai          | 4:06,09 | [ 1 ] |
| 4       | Marina Jaczmieniowa | 4:06,52 | [ 1 ] |
| 5       | Mitica Constantin   | 4:09,74 |       |
| 6       | Liz McColgan        | 4:10,16 | [ 1 ] |
| 7       | Karen Hutcheson     | 4:11,37 |       |
| 8       | Małgorzata Rydz     | 4:17,53 |       |